# S.O.S. Mulheres ao Mar 2
S.O.S. Mulheres ao Mar 2 é um filme brasileiro de 2015 dirigido por Cris d'Amato e estrelado por Giovanna Antonelli. O filme foi produzido pela Ananã em parceria com as co-produtoras Globo Filmes e Universal Pictures, e a distribuição ficou por conta desta última, junto com Europa Filmes e Elo Company.
É uma sequência do filme S.O.S. Mulheres ao Mar (2014), estrelado pelos mesmos atores.

## Sinopse
Um ano depois de terem se conhecido, Adriana (Giovanna Antonelli), agora uma escritora bem-sucedida, segue feliz em seu romance com André (Reynaldo Gianecchini), que está prestes a lançar sua mais nova coleção de moda durante um cruzeiro pelo Caribe e viajará dos Estados Unidos ao México acompanhado por uma top model devoradora de homens. Porém, quando ela descobre que Anita (Rhaisa Batista), ex-noiva do estilista que irá acompanhá-lo em busca de uma reconciliação, Adriana convoca a irmã Luiza (Fabíula Nascimento) e empregada Dialinda (Thalita Carauta) a pegar o primeiro voo para Miami. No dia seguinte, Dialinda, que agora trabalha nos EUA, recebe as irmãs e leva as duas até o porto. Um problema inesperado faz com que elas percam a partida do navio. Dialinda propõe que sigam de carro até o México, sem saber que foi jurada de morte pelos Phillips, uma família de traficantes para quem trabalhava. Além dos bandidos, Adriana e suas amigas também são seguidas por Roger, um charmoso agente do FBI. É o começo de uma nova jornada cheia de equívocos e confusões, por ar, terra e finalmente mar, em que Adriana provará, uma vez mais, que não há fronteiras para uma mulher apaixonada.

## Elenco
- Giovanna Antonelli como Adriana
- Reynaldo Gianecchini como André Queiroz
- Rhaisa Batista como Anitta Ferrarini
- Thalita Carauta como Dialinda
- Fabíula Nascimento como Luiza
- Gil Coelho como Rafael
- Felipe Roque como Mauricio
- Felipe Montanari como Geoff Roger
- Jean-Paul Rappeneau como Frank Phillips
- Selma Lopes como Granny Phillips
- Aline Guimarães como Vanda Phillips

## Bilheteria
No primeiro final de semana, 306 192 pessoas assistiram ao filme nos cinemas. A partir da segunda semana, o número de ingressos vendidos de S.O.S. Mulheres ao Mar 2 passou a cair consecutivamente. Na terceira semana, atingiu um milhão de espectadores. A bilheteria foi finalizada com um público de mais de 1,7 milhões de espectadores.
Apesar de ser um sucesso de bilheteria, o filme foi fortemente reprovado pela maioria dos críticos. Daniel Dieb da Revista Veja perguntou aos leitores se algum deles viu alguma graça no filme e completou: "Talvez com três garrafas de vinho o filme fique minimamente divertido, mas, como cinemas não vendem bebidas alcoólicas, será de maior proveito consumi-las longe das salas que exibem S.O.S. Mulheres ao Mar 2." Alexandre Agabiti Fernandez da Folha de S.Paulo avaliou o filme como "ruim" e disse: "O tom é de Telenovela escrachada, mas as piadas não têm graça. Giovanna Antonelli carece de recursos para fazer humor, Fabíula Nascimento tenta ser engraçada batendo sempre na mesma tecla, e Thalita Carauta parece não ter saído do Zorra Total." Robledo Milani do site "Papo de Cinema" deu ao filme uma de cinco estrelas e avaliou: "S.O.S. Mulheres ao Mar 2 é um filme com um único propósito: bombar nas bilheterias. Legítimo caça-níquel, chega às telas praticamente pago – é tanta exposição de marcas de agências de viagens, redes de fast-food, canais de televisão e parques de diversões que a única dúvida que resta é a respeito da relevância destas interferências na história que está – ou deveria estar – sendo contada."
S.O.S. Mulheres ao Mar 2 foi indicado ao Grande Prêmio do Cinema Brasileiro de 2016 na categoria de "Melhor Longa-metragem Comédia", mas perdeu para "Infância", de Domingos Oliveira.